# Polypedates pseudocruciger
Polypedates pseudocruciger es una especie de anfibios que habita en India. 
Esta especie se encuentra en peligro de extinción por la pérdida de su hábitat natural.